# Албинизъм при хората
Албинизъм е наследствено заболяване, което засяга очите и/или кожата. Предизвиква се от нарушение в образуването на пигмента меланин в кожата в резултат на отклонения в активността на аминокиселината тирозин.
Меланинът представлява естествен филтър срещу вредното въздействие на Слънцето. Неговата липса прави очите и кожата изключително чувствителни към слънчевата светлина. Поради това албиносите са по-предразположени към рак на кожата. Зрението също се засяга.
Честотата на срещане на албинизма варира между различните географски райони и човешки популации. Приема се, че средната честота е 1:17 000 души. Една от страните с най-висока честота на албинизъм е Танзания, където се смята, че със състоянието живеят около 150 000 души.

## Видове
Различните видове албинизъм се различават по начина си на унаследяване, клиничните признаци и биохимични нарушения.

### Очно-кожен албинизъм
Очно-кожният албинизъм е основният вид, който засяга очите и кожата. Той се унаследява по рецесивен път и се характеризира с бяла коса, розово-бяла кожа, която не потъмнява от слънцето, и сини или червени ириси на очите.

### Очен албинизъм
Албинизмът, засягащ само очите, се унаследява по полово свързан път.

### Кожен албинизъм
Видът, който засяга само кожата, се унаследява по доминантен тип.

## Лечение
Заболяването е генетично обусловено и срещу него няма ефикасно лечение. Лечението на повечето видове включва зрителна рехабилитация. Много от хората с албинизъм носят различни видове лещи, за да могат да четат или работят. Основното правило е избягването на слънчевите лъчения, които могат да причинят негативни последици.